# Gabriel Van Dievoet

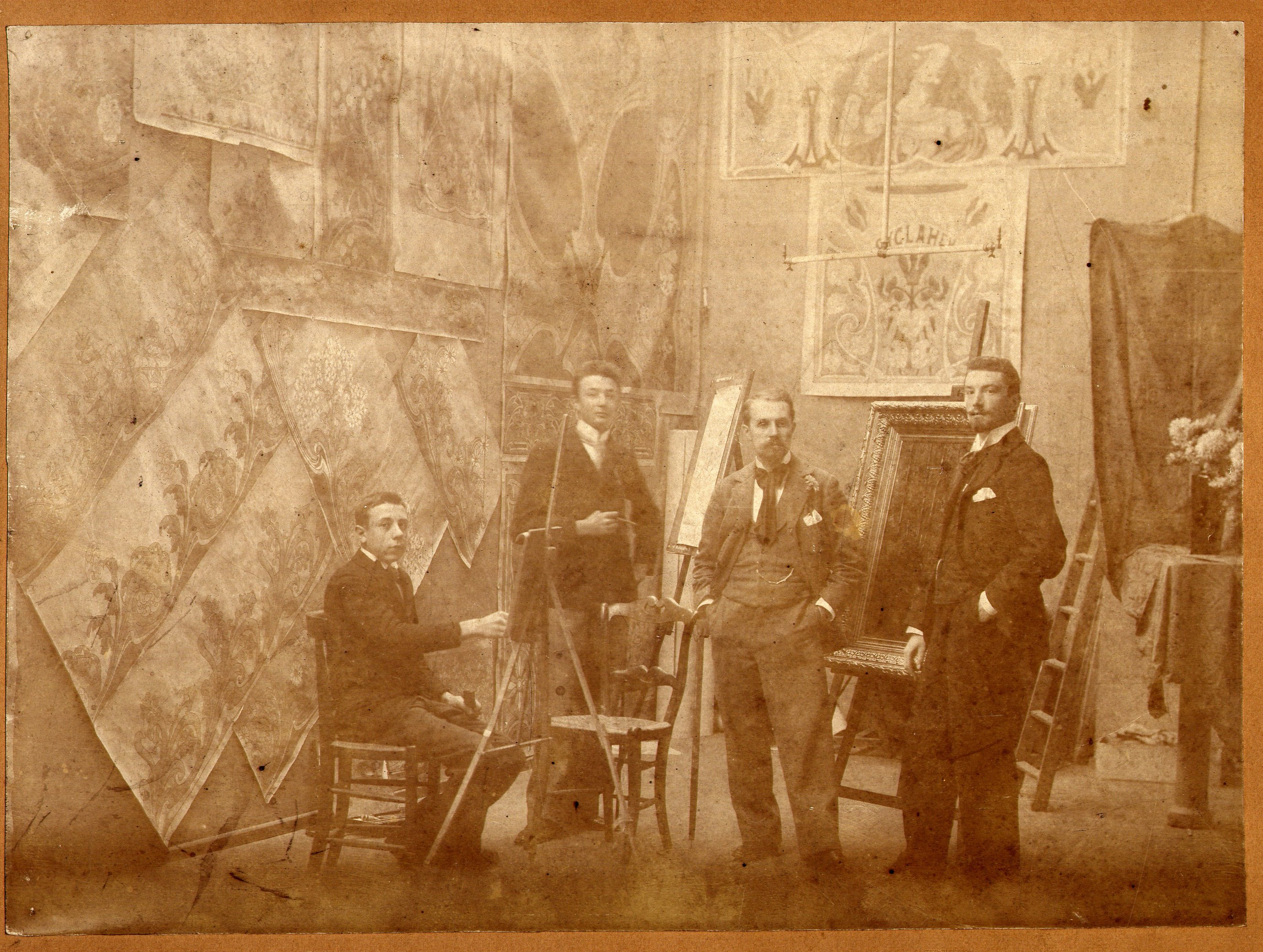
Gabriel Van Dievoet, staande rechts in zijn atelier 71, Faiderstraat te Elsene (Brussel), aan zijn kant Léon van Cutsem en twee leerlingen, foto 1895

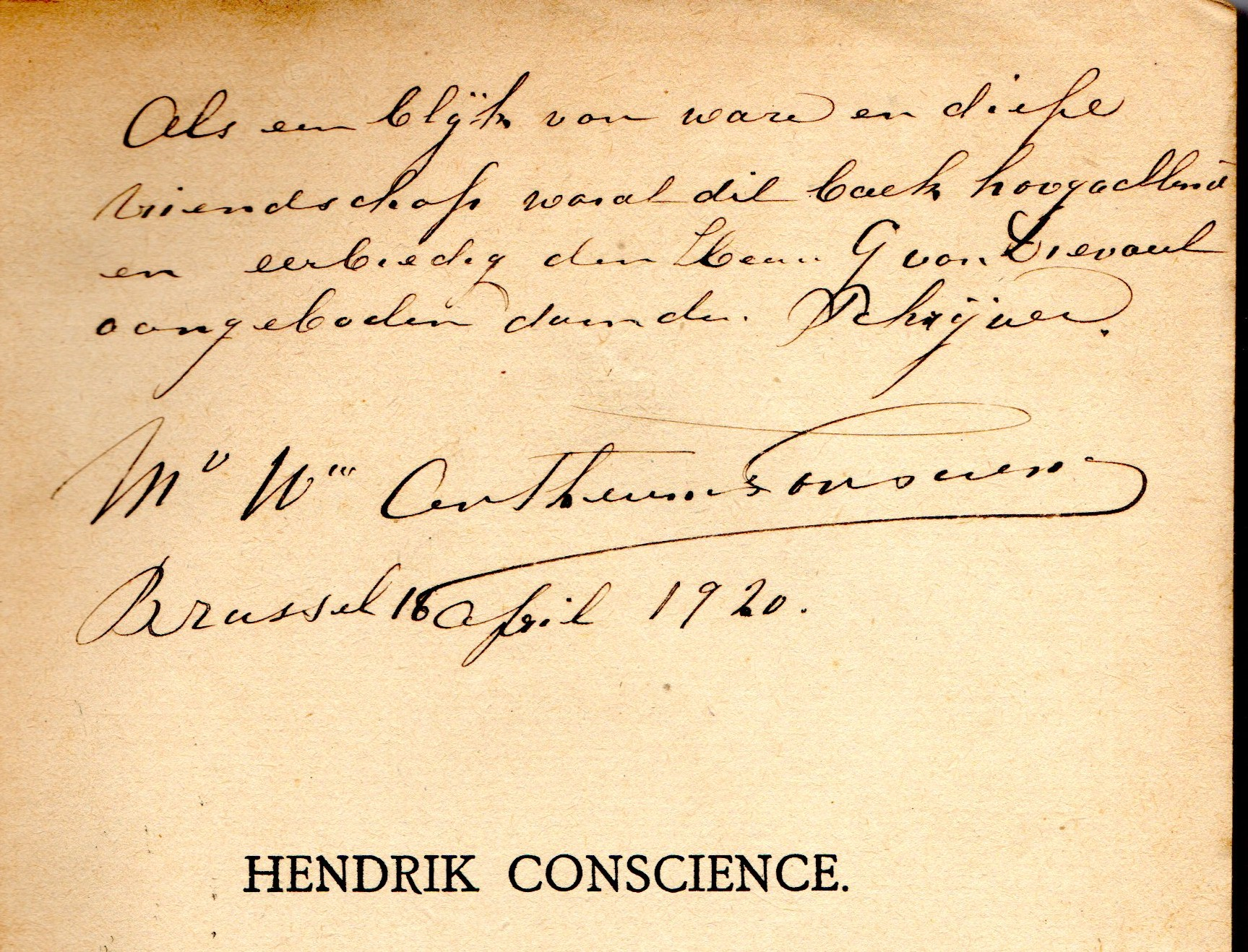
Toewijding van Marie Antheunis-Conscience van haar boek over haar vader Hendrik Conscience aan Gabriel Van Dievoet (18 april 1920).

Gabriel Van Dievoet (Brussel, 12 april 1875 - Sint-Gillis, 17 november 1934) was een Belgisch kunstschilder en art-nouveau-decorateur.
Hij was actief in Brussel waar hij veel gevels met sgraffiti op de jugendstil-manier heeft versierd.

## Familie

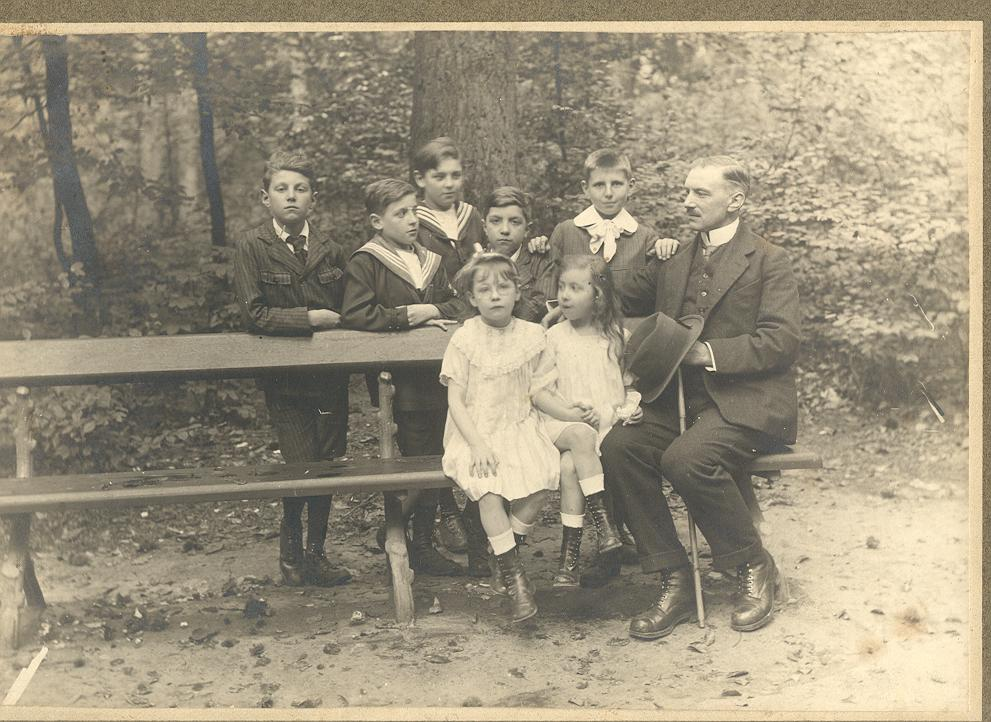
Gabriel Van Dievoet in Terkamerenbos met kinderen en neefjes in 1919. Zittend van links naar rechts: Andrée de Gachassin-Lafite, Valentine Van Dievoet en Gabriel Van Dievoet. Rechtstaand van links naar rechts: Léon Van Dievoet, Maurice Gachassin-Lafite, Jacques Gachassin-Lafite, René Van Dievoet en Marcel du Bois de Dunilac

Gabriel Van Dievoet was de broer van architect Henri Van Dievoet. Zij waren de kleinkinderen van Eugène Van Dievoet (rechter in handelszaken) en Hortense Poelaert (zus van architect Joseph Poelaert). Jugendstil-pottenbakker Govert-Marinus Augustijn was een neef van Gabriel Van Dievoet.
Gabriel trouwde op 11 oktober 1905 in Elsene met Alice Demets (1878-1945). Het echtpaar had drie kinderen:
- Léon Van Dievoet (1907-1993), architect, tekenaar, musicus en ridder in de Leopoldsorde en de Kroonorde
- René Van Dievoet (1908-1978), beeldend kunstenaar en schilder
- Valentine Van Dievoet (1914-2005)

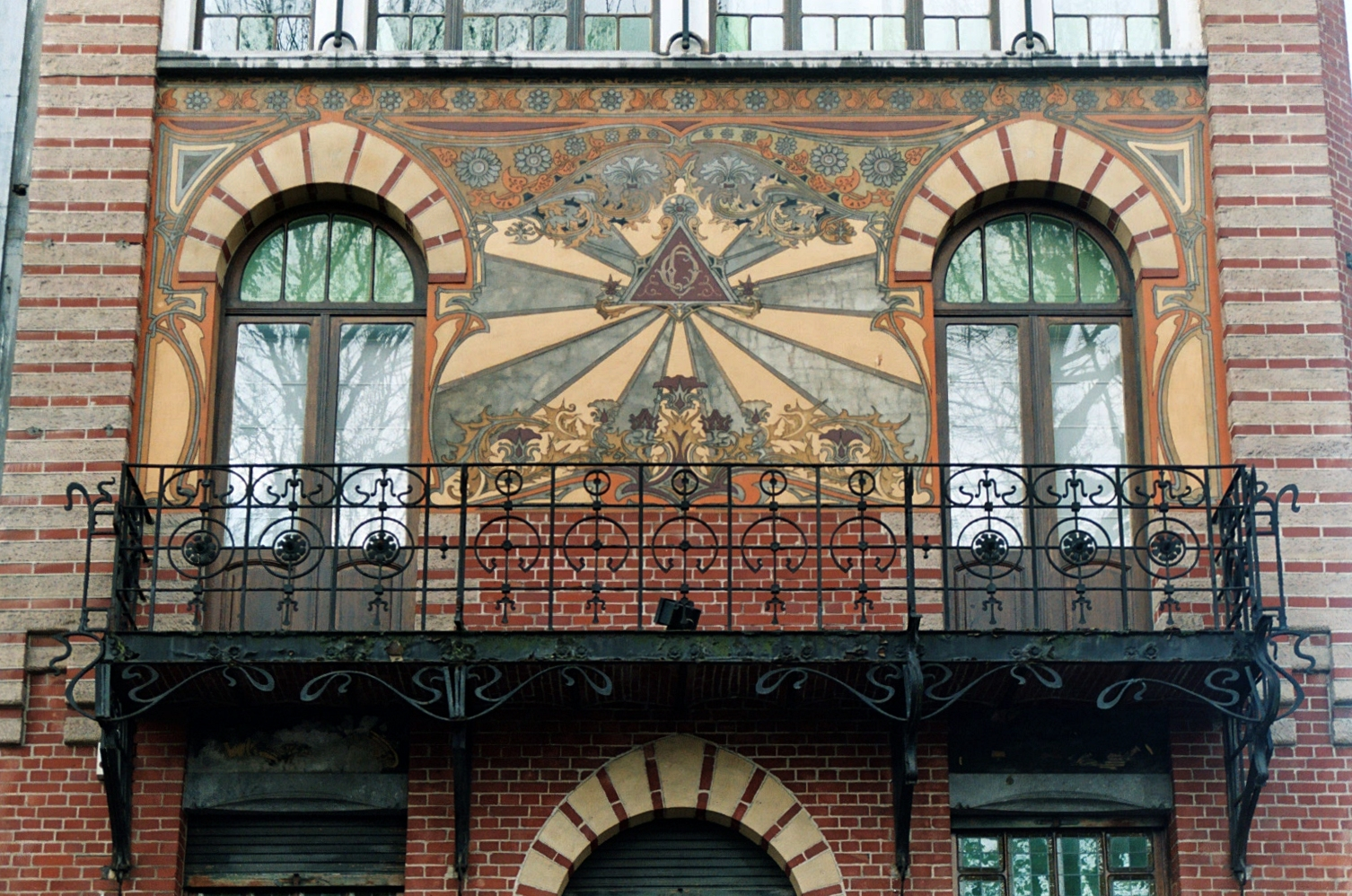
Het Maison dorée in Charleroi met sgraffiti van Gabriel Van Dievoet (1899).
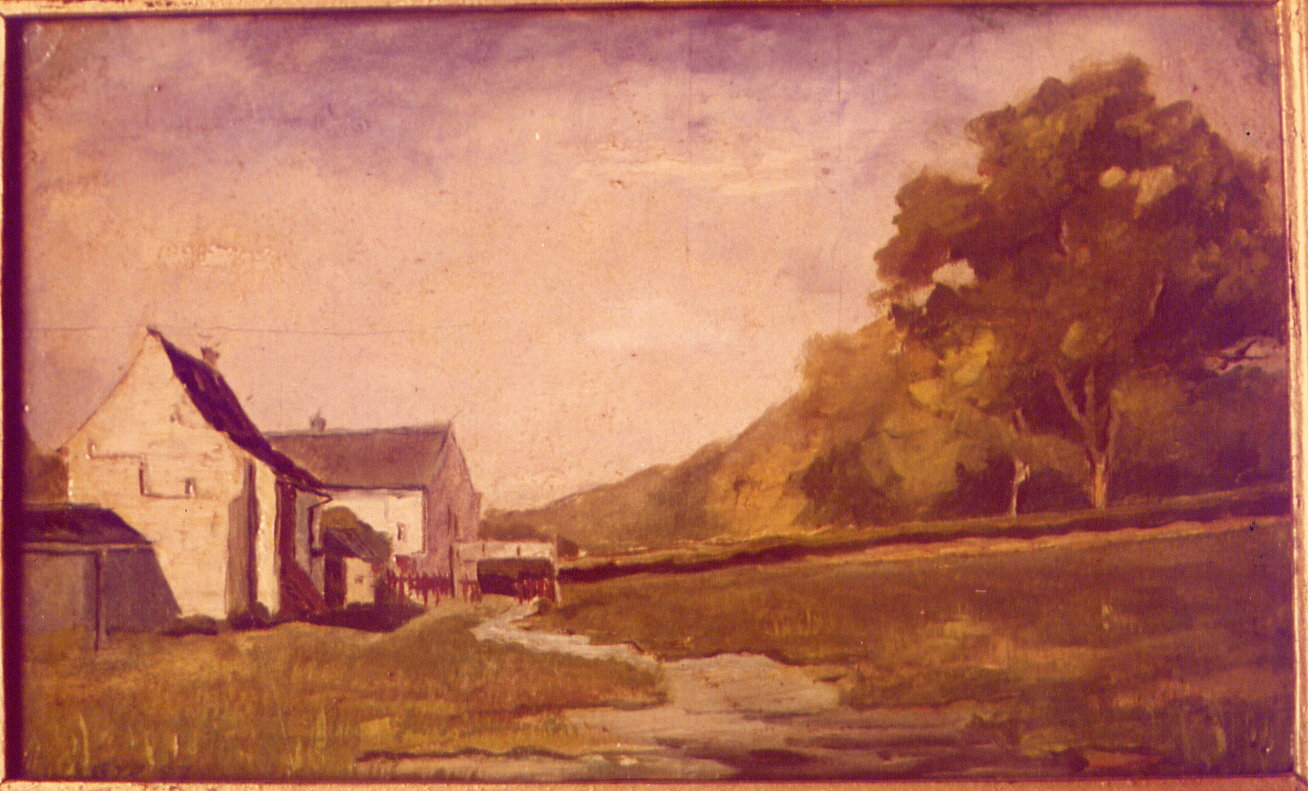
Rood-Klooster, olieverf (1897).
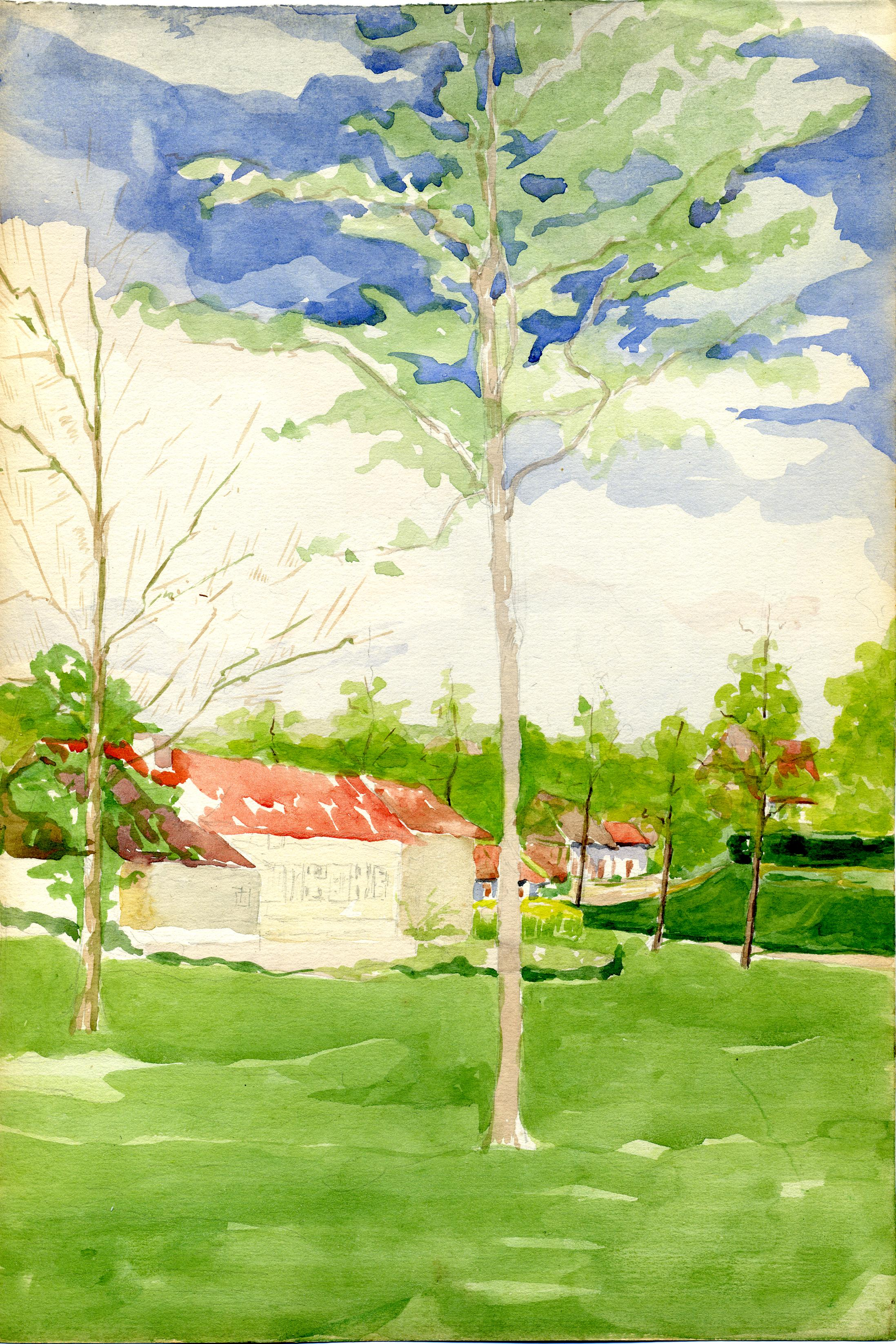
Village, aquarel (rond 1895).
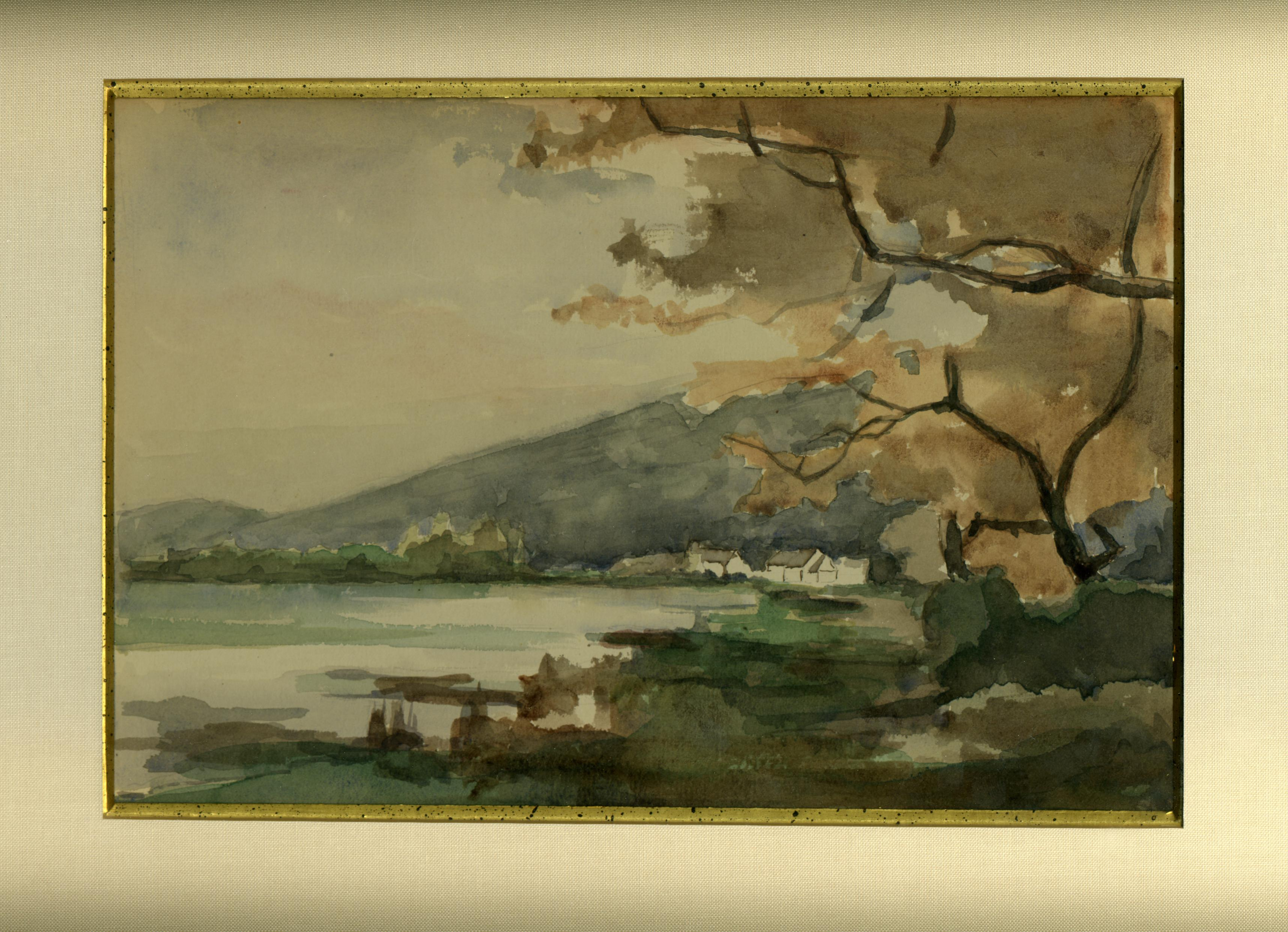
Het Rood-Klooster, aquarel.
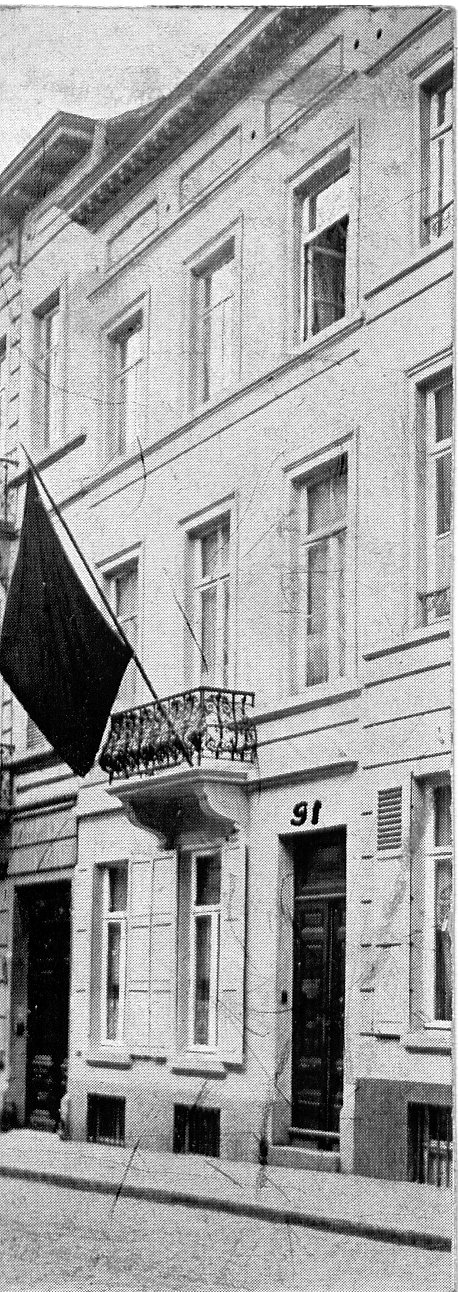
Het huis van Gabriel Van Dievoet, Opperstraat 91 in Elsene.